# George Dee
George Dee est un acteur américain né le 11 avril 1901 en France et décédé le 24 août 1974.

## Filmographie
- 1942 : Casablanca : lieutenant Casselle
- 1947 : Monsieur Verdoux : garçon de restaurant
- 1948 : Jeanne d'Arc (Joan of Arc) : paysan
- 1949 : Bastogne (Battleground) : Français
- 1950 : Ma vie à moi (A Life of Her Own)
- 1951 : Riche, jeune et jolie (Rich, Young and Pretty) : garçon de restaurant
- 1951 : Un Américain à Paris (An American in Paris) : garçon de restaurant
- 1952 : Miracle à Tunis (The Light Touch) : Français
- 1952 : La Veuve joyeuse (The Merry Widow) : garçon de restaurant
- 1952 : Opération 'secret' (Operation Secret) : Maquis
- 1953 : Le Quarante-neuvième homme (The 49th Man) : Pierre Neff
- 1953 : Les hommes préfèrent les blondes  : gendarme
- 1955 : La Cuisine des anges (We're No Angels) : cocher
- 1957 : Drôle de frimousse (Funny Face)
- 1957 : Les Girls : concierge
- 1959 : Cargaison dangereuse (The Wreck of the Mary Deare) : capitaine français
- 1962 : Inconnu du gang des jeux (Who's Got the Action?) : garçon de restaurant
- 1965 : 36 heures avant le débarquement (36 Hours) : dénonciateur français
- 1965 : Boeing Boeing : taxi français
- 1967 : Croisière surprise (Double Trouble) : homme assoupi